# Palissada

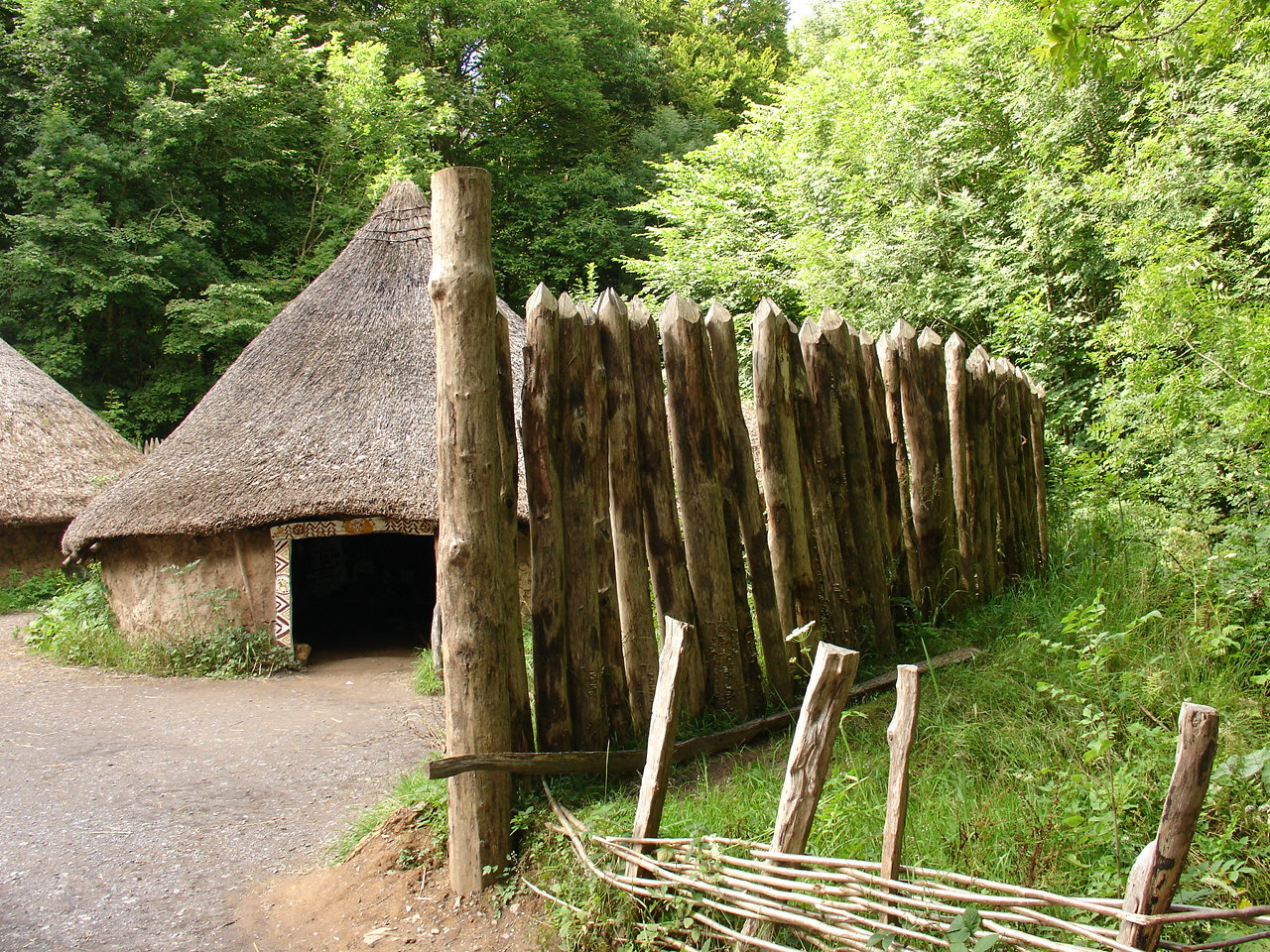
Palissada

Una palissada, en enginyeria militar, és una obra de caràcter defensiu que consisteix en un conjunt de troncs clavats verticalment a terra i lligats entre si per formar una estructura ferma. En general s'utilitzaven troncs petits i mitjans, alineats verticalment, sense espais entre ells. Els troncs es plantaven a terra, i podien ser reforçats amb una construcció addicional. L'alçada de les palissades podia ser des de l'alçada d'una tanca, fins a més de tres metres. Els romans utilitzaven estaques llargues més primes i més fàcils de portar que es van col·locar més a prop, fent-les més difícils de desarrelar.
Les palissades van ser una excel·lent opció per a petites fortaleses o fortificacions construïdes de pressa. En ser de fusta, fàcilment podien ser construïdes amb materials que es trobaven a mà. Van demostrar ser eficaces per enfrontaments i atacs a curt termini, per dissuadir forces petites. No obstant això, a causa dels materials utilitzats, corrien el risc del foc i de les armes de setge. Per aquest motiu (si hi havia temps i mitjans), les parets de pedra (per exemple), es preferien a les palissades de fusta. Sovint les palissades es construïen al voltant d'un castell, com un mur temporal per a construir un mur de pedra permanent. Les palissades també s'utilitzaven com protecció en les justes medievals.